# شریف وجانه
شریف وجانه (انگلیسی: Chérif Oudjani؛ زاده ۹ دسامبر ۱۹۶۴) بازیکن فوتبال اهل الجزایر بود.
از باشگاه‌هایی که در آن بازی کرده‌است می‌توان به باشگاه فوتبال والنسین، باشگاه فوتبال سوشو، و باشگاه فوتبال لانس اشاره کرد.
وی همچنین در تیم ملی فوتبال الجزایر بازی کرده‌است.